# Palato molle

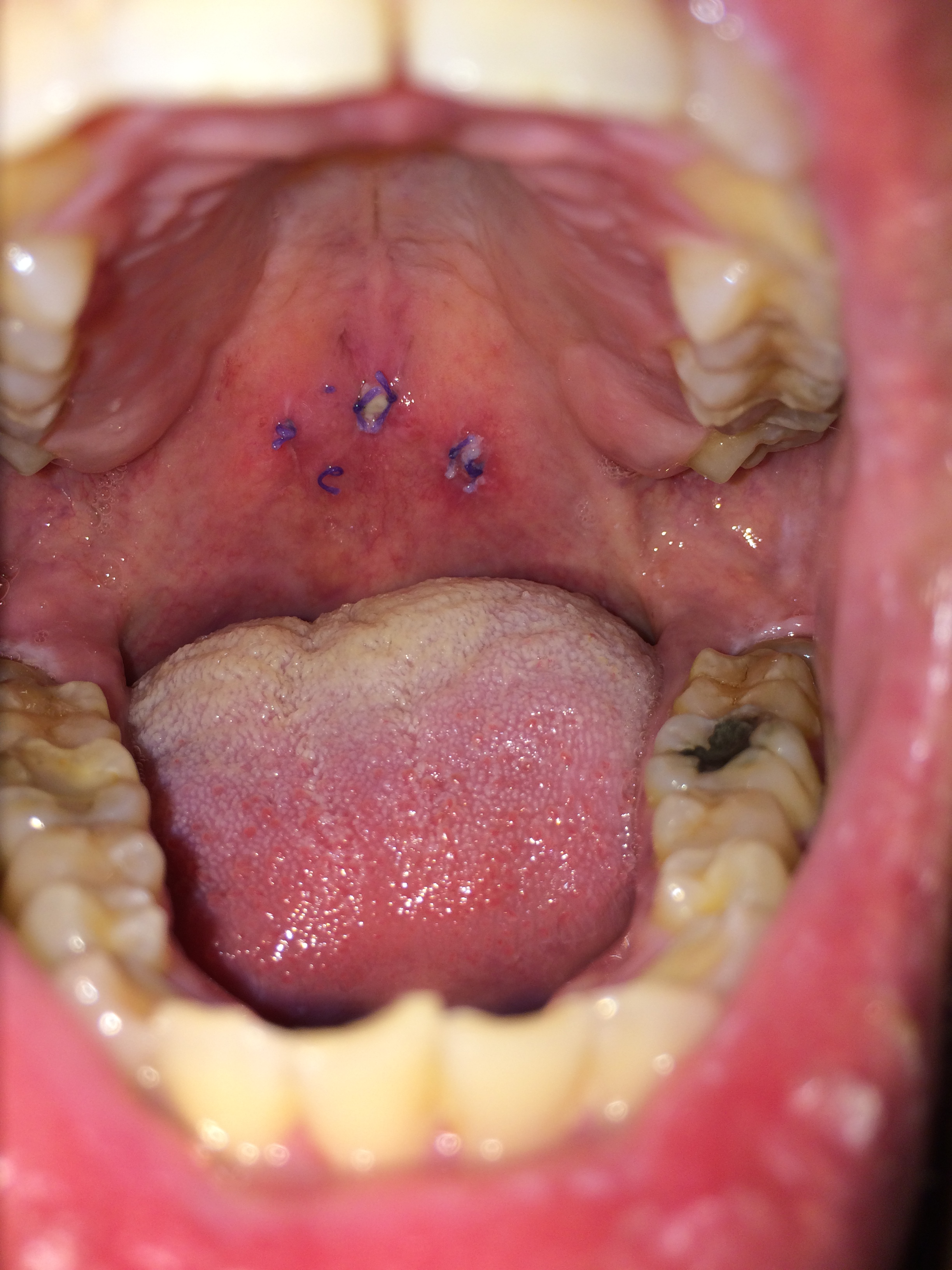
Palato molle con stent

Il palato molle è una formazione muscolare posta nella parte superiore del cavo orale. È composto dal velo palatino, dall'uvula e dai pilastri palatini.
Ha la funzione di isolare la cavità orale dalla rinofaringe durante la deglutizione, poiché il suo ricco corredo muscolare lo rende particolarmente mobile. Detto anche velo palatino, è una lamina muscolo membranosa distinta in due porzioni:
- una orizzontale, naturale continuazione del palato duro
- una verticale, terminante con un margine libero

La porzione orizzontale fa parte della volta della cavità orale e ne costituisce il terzo posteriore, il passaggio da palato duro a molle non è molto demarcato, anche se si nota per un colore più intenso (per la maggior vascolarizzazione) e per la presenza di un epitelio più sottile. La porzione verticale presenta una superficie concava anteriormente e leggermente a sella rovesciata. Il margine libero presenta una piccola prominenza carnosa chiamata ugola al centro, ai due lati si inarca e si sdoppia in due pieghe chiamati pilastri palatini anteriore e posteriore o pilastri palatoglosso e palatofaringeo. Tali pilastri delimitano la fossa tonsillare in cui è accolta la tonsilla palatina.

## Muscoli del velo palatino
Sono presenti cinque muscoli pari.

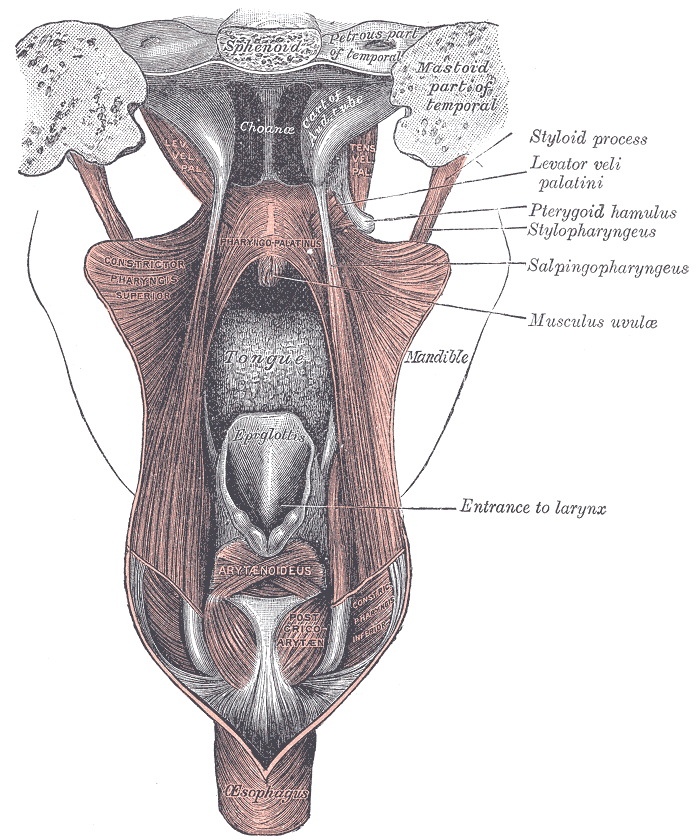
Muscoli del palato

- Muscolo tensore del velo palatino: Origina dalla fossetta scafoidea, dalla superficie antistante al foro ovale e dalla lamina laterale della cartilagine tubarica; le sue fibre procedono da tale origine verso il basso e in avanti lungo la lamina mediale del processo pterigoideo dello sfenoide e si espande quindi sull'aponeurosi palatina. La sua contrazione determina un'estensione del palato, importante per la modulazione della voce.
- Muscolo elevatore del velo palatino: nasce dalla faccia inferiore della piramide del temporale in prossimità dell'apice, decorre sulla parete laterale della faringe e raggiunge il palato molle per espandersi sulla superficie dorsale dell'aponeurosi palatina ed entrare in rapporto col muscolo controlaterale. La sua contrazione determina il sollevamento del palato molle.
- Muscolo Azygos: nasce dalla spina nasale posteriore e decorre ai lati della linea mediana dell'aponeurosi palatina e termina sulla punta dell'ugola. La sua contrazione determina una contrazione dell'ugola.
- Muscolo palatoglosso: nasce dalla faccia anteriore dell'aponeurosi palatina, decorre nello spessore del pilastro palatino anteriore e raggiunge la radice della lingua dove le sue fibre in parte si accompagnano alle fibre del muscolo stiloglosso e in parte con le fibre del muscolo trasverso. La sua contrazione restringe l'istmo delle fauci.
- Muscolo palatofaringeo: origina dalla superficie dorsale dell'aponeurosi palatina con due fasci che confluiscono verso il margine postero laterale del palato, da cui scendono lateralmente e dietro la tonsilla palatina e terminano in parte sul margine posteriore della cartilagine tiroide e in parte dalla tonaca fibrosa della parete laterale della faringe. La contrazione determina un accorciamento della faringe.

## Struttura del velo palatino
La mucosa del versante orale caratterizzata da un epitelio pavimentoso pluristratificato non cheratinizzato con presenza di alcune gemme gustative e da una tonaca propria ricca di ghiandole, fibre elastiche, con numerose papille. Lo strato muscolare dal corpo del muscolo palatoglosso. L'aponeurosi palatina è lo scheletro fibroso del palato molle ancorato anteriormente al margine posteriore della volta del palato duro e ai lati agli uncini dei processi pterigoidei dello sfenoide, indietro si perde nello spessore dei muscoli cui fa da inserzione.

## Vasi e nervi del velo palatino
La vascolarizzazione è assicurata dall'arteria palatina discendente (ramo della mascellare interna) e dall'arteria palatina ascendente (ramo dell'arteria facciale). L'innervazione sensitiva è fornita dai rami del nervo sfenopalatino, quella motrice dal trigemino, dal facciale e dall'accessorio del vago tramite il plesso faringeo.

## Anatomia funzionale del palato
Il palato molle è dotato di una ricca e complessa mobilità grazie alla sua componente muscolare, e interviene in due processi complessi: la deglutizione e la fonazione. Durante la deglutizione svolge la propria funzione con due azioni:
- La formazione del bolo alimentare, grazie alla contrazione dei muscoli palatoglossi che spingono la radice della lingua contro il margine libero del velo palatino creando una barriera contro la quale il bolo viene compattato e modellato per essere deglutito.
- Il passaggio del bolo nel cavo faringeo, tramite l'azione dei muscoli elevatori del palato e dei muscoli palato-faringei che sollevano il velo palatino e lo addossano alla parete posteriore della faringe chiudendo le coane nasali, impedendo che il bolo possa risalire in esse. Contemporaneamente grazie ad altri gruppi muscolari la laringe sale verso l'alto e viene chiusura della stessa grazie all'epiglottide: in tal modo il bolo scende nell'esofago.

Quanto alla fonazione il palato molle interviene indirizzando il flusso d'aria in uscita dalla laringe o verso le coane o verso la cavità orale, con una gamma di movimenti di abbassamento e sollevamento che vanno da un minimo di sollevamento nella emissione delle vocali A e O e al massimo di sollevamento per la vocale I. Per le consonanti nasali si ha invece il massimo dell'abbassamento. In caso di paralisi dei muscoli del velo palatino (es.: in caso di difterite) la voce diventa nasale e durante la deglutizione di liquidi avviene il rigurgito di questi nelle cavità nasali.